# El Tupure
El Tupure är en ort i Mexiko.   Den ligger i kommunen Guadalupe y Calvo och delstaten Chihuahua, i den nordvästra delen av landet, 1 100 km nordväst om huvudstaden Mexico City. El Tupure ligger 2 038 meter över havet och antalet invånare är 172.
Terrängen runt El Tupure är kuperad åt sydväst, men åt nordost är den bergig. Runt El Tupure är det mycket glesbefolkat, med 6 invånare per kvadratkilometer. Närmaste större samhälle är Juntas de Arriba, 4,6 km väster om El Tupure. I omgivningarna runt El Tupure växer huvudsakligen savannskog.